# Martin Aichmann

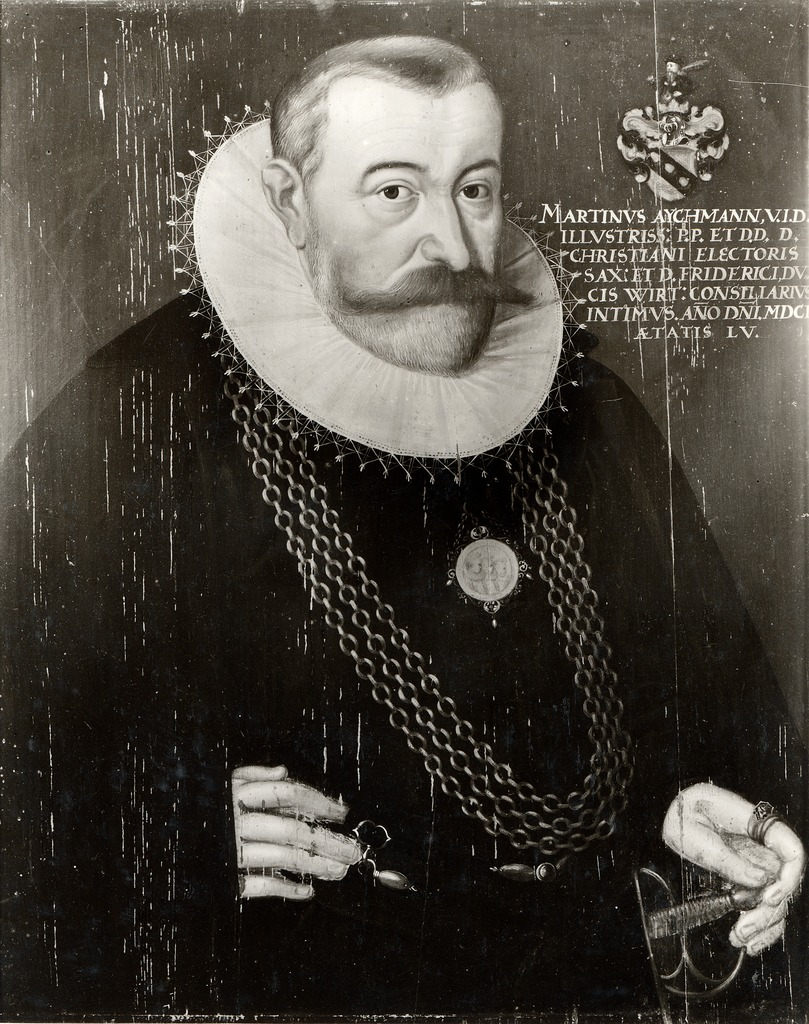
Martin Aichmann, Gemälde von 1601 in der Tübinger Professorengalerie

Martin Aichmann (* 13. September 1550 in Schorndorf; † 16. Januar 1616 in Dresden) war ein deutscher Jurist und Theologe sowie württembergischer Kanzler und kursächsischer Geheimer Rat.
Martin Aichmann war ein Sohn des Schorndorfer Richters Sebastian Aichmann († 1581) und der Johanna geb. Hirschmann. Er studierte in Tübingen und Wittenberg und wurde zum Dr. iur. promoviert. Er war 1579–1582 Rat bei Markgraf Georg Friedrich von Brandenburg-Ansbach. 1582–1601 war er im Dienst des Herzogs Ludwig von Württemberg als Rat, Vizekanzler und Kanzler (1591 bis 1601) sowie als Regierungsrat (1593). 1601 zog er von Stuttgart nach Dresden und wurde dort kursächsischer Geheimer Rat bei Administrator Herzog Friedrich-Wilhelm von Sachsen-Weimar. Er lebte ab 1603 am Hofe von Kurfürst Christian II. als Berater u. a. für Weinbau.
Aichmann heiratete im August 1573 (aufgeboten in Tübingen am 9. August) Felicitas Varnbüler (1553–1615), die Tochter des Rechtswissenschaftlers und Diplomaten Nikolaus Varnbüler. Der Ehe entstammten ein Sohn und eine Tochter, zwei weitere Töchter starben bei der Geburt.